# Cộng hòa Nhân dân Belarus
Cộng hoà Nhân dân Belarus (tiếng Belarus: Белару́ская Наро́дная Рэспу́бліка, [bʲeɫaˈruskaja naˈrodnaja rɛsˈpublʲika], chuyển tự Biełarúskaja Naródnaja Respúblika, BNR; tiếng Nga: Белору́сская Наро́дная Респу́блика, đã Latinh hoá: Belorusskaja Narodnaja Respublika), trong lịch sử gọi là Cộng hòa Dân chủ Bạch Nga (tiếng Đức: Weißruthenische Volksrepublik) là một nỗ lực thất bại trong việc thành lập nhà nước Belarus trên lãnh thổ do Quân đội Hoàng gia Đức kiểm soát trong Thế chiến I. Cộng hoà Nhân dân Belarus tồn tại từ 1918 đến 1919.
CHND Belarus được thành lập vào ngày 9 tháng 3 năm 1918 ở Minsk bởi các thành viên của Ủy ban Điều hành của Đại hội Toàn dân Đầu tiên của Belarus, và hai tuần sau vào ngày 25 tháng 3 năm 1918, Cộng hoà Nhân dân Belarus tuyên bố độc lập. Năm 1919, nhà nước này cùng tồn tại với một chính quyền cộng sản ở Belarus (CHXHCNXV Byelorussia), về sau trở thành một phần của Cộng hòa Xã hội chủ nghĩa Xô viết Litva - Belorussia và di chuyển trụ sở chính phủ đến Vilnius và Hrodna, nhưng đã không còn tồn tại do sự chiếm giữ toàn bộ lãnh thổ Belarus bởi Ba Lan và Bolshevik trong Chiến tranh Liên Xô-Ba Lan (1919-1921). Hiện tại, chính phủ của họ đang lưu vong và là chính phủ lưu vong lâu đời nhất còn hoạt động.

## Biểu tượng
Một lá cờ quốc gia gồm ba sọc (trắng-đỏ-trắng) đã được thông qua, cũng như một con dấu nhà nước (Pahonia) dựa trên biểu tượng của Đại công quốc Lietuva.

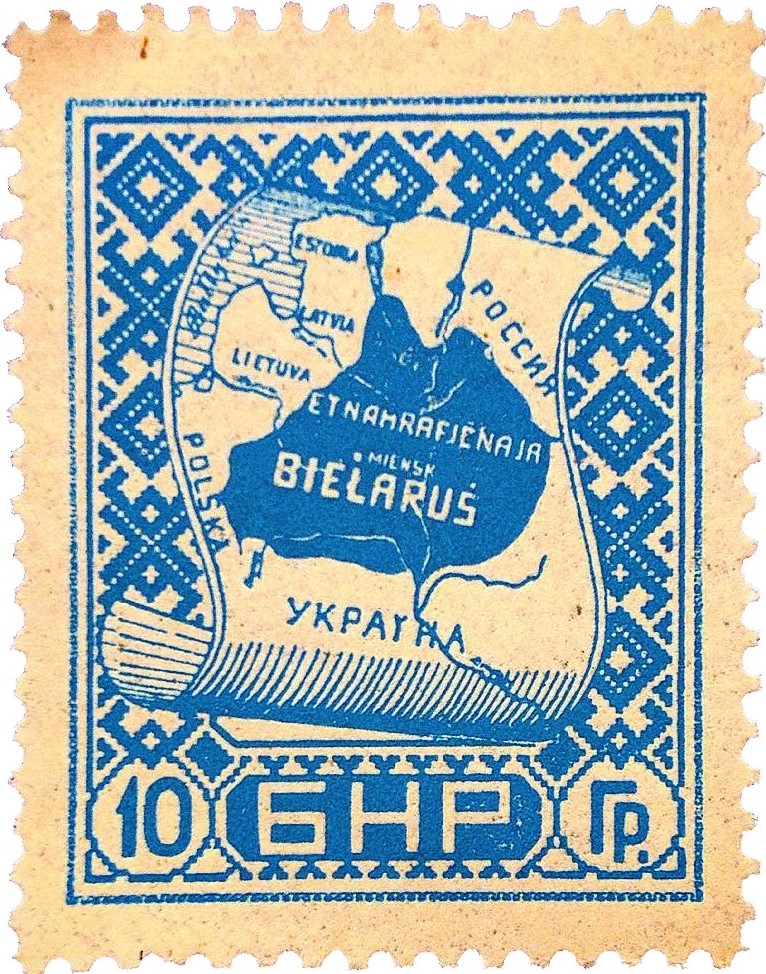
Tem bưu chính 10 hrašoŭ
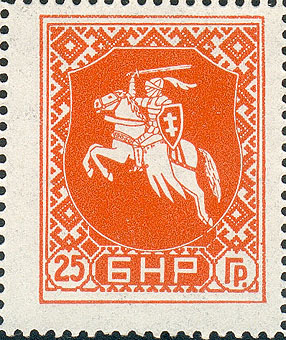
Tem bưu chính 25 hrašoŭ

## Lưu vong
Vào tháng 12 năm 1918, quân đội Đức rút lui khỏi lãnh thổ Belarus và Hồng quân đến chiếm đóng nơi này và thành lập Cộng hòa Xô viết Xã hội chủ nghĩa Byelorussia. Rada (Hội đồng) Cộng hòa Nhân dân Belarus chuyển đến Grodno, trung tâm của một khu vực Belarus bán tự trị trong Cộng hòa Litva. Trong năm 1919–1920, Rada buộc phải lưu vong và tạo điều kiện cho một cuộc đấu tranh chống Cộng sản trong nước trong những năm 1920.
Năm 1925, Rada lưu vong Cộng hòa Dân chủ Belarus (Rada BDR) đã thảo luận về việc từ bỏ quyền lực của mình để ủng hộ Cộng hòa Xã hội chủ nghĩa Xô viết Byelorussia kiểm soát phần phía đông của Belarus. Mặc dù nhiều thành viên của chính phủ dân chủ ủng hộ ý tưởng này, đề xuất không được chấp thuận.
Trong Thế chiến II, chính phủ Belarus lưu vong có trụ sở Prague, từ chối hợp tác với Đức Quốc xã hoặc với Rada Hội đồng trung ương Belarus (chính phủ bù nhìn của Đức) tuyên bố hỗ trợ Đồng Minh phương Tây.
Hồng quân tấn công Đức năm 1945 đã buộc Rada Cộng hòa Nhân dân Belarus phải di dời đến khu vực phía tây của Đức, bị chiếm giữ bởi quân đội Anh và Mỹ. Vào tháng 2 năm 1948, Rada đã thông qua một bản tuyên ngôn đặc biệt, qua đó tuyên bố trở lại hoạt động. Vào tháng 4 năm 1948, Rada cùng với đại diện của những người tị nạn sau chiến tranh Belarus, đã tổ chức một hội nghị tại Osterhofen, Bavaria.
Sau khi Liên Xô tan rã vào những năm 1990, các chính phủ lưu vong tương tự của các nước láng giềng (Litva, Ba Lan và các nước khác) đã trao lại quyền lực của mình cho các chính phủ độc lập tương ứng.
Sau khi tuyên bố độc lập của Cộng hòa Xã hội chủ nghĩa Xô viết Byelorussia năm 1990, Rada đã tuyên bố sẵn sàng trao lại vị thế của mình cho một quốc hội dân chủ của Belarus. Quốc hội Belarus thời đó đã được bầu dưới sự kiểm soát của Liên Xô. Tuy nhiên, những kế hoạch này đã bị hủy bỏ sau khi tổng thống Alexander Lukashenko được bầu vào năm 1994 và thành lập chế độ độc tài kèm theo sự trở lại chính sách của Liên Xô đối với ngôn ngữ và văn hóa Belarus.
Rada BNR vẫn tồn tại như một chính phủ lưu vong và cố gắng vận động vì lợi ích của cộng đồng người Belarus ở các quốc gia nơi có đại diện của nó.
Kể từ cuối những năm 1980, ngày 25 tháng 3 (Ngày Độc lập của Cộng hòa Dân chủ Belarus) được tổ chức rộng rãi bởi phe đối lập dân chủ quốc gia Belarus là  Ngày Tự do (tiếng Belarus: Дзень волі). Nó thường đi kèm với các cuộc biểu tình của phe đối lập đông đảo trong Minsk và bởi các sự kiện lễ kỷ niệm của các tổ chức cộng đồng người Belarus ủng hộ chính phủ lưu vong.